# Ri Kōran (personaggio)
Ri Kōran (李 紅蘭?) è un personaggio della serie di anime e videogiochi Sakura Wars, ideata da Ōji Hiroi. Il character design del personaggio è di Kōsuke Fujishima. Kōran è doppiata in originale da Yuriko Fuchizaki.
Kōran è uno dei membri della Flower Division, un immaginario corpo speciale dell'esercito giapponese di inizio secolo, specializzato nel combattere le forze del male ed i demoni, attraverso l'utilizzo della propria energia psichica.

## Biografia del personaggio
Proveniente dalla Cina, Kōran è sempre stata affascinata dalle apparecchiature meccaniche, sin da giovanissima. Ayame fu talmente tanto impressionato dalle precoci conoscenze di Kōran da reclutarla immediatamente nel programma di difesa della Capitale.
Dopo il suo arrivo a Tokyo, Kōran ha passato molto del proprio tempo a sviluppare gadget e nuove armi, come il potentissimo bazooka a vapore, da impiegare nella lotta contro i demoni. Kōran ha anche la tendenza a cercare di potenziare i normali dispositivi, anche se spesso questi suoi tentativi non si risolvono nel migliore dei modi, finendo per non funzionare, o peggio esplondendo al primo utilizzo.
Essendo il principale meccanico, ed inventore della Flower Division, Kōran lavora diligentemente anche alla manutenzione e al potenziamento dei kōbu, i mecha utilizzati per combattere le forze del male. Proprio grazie al suo lavoro, le ragazze della Flower Division possono scendere sul campo di battaglia, sicure di combattere al 100% delle potenzialità dei propri mezzi.
Tuttavia Kōran può essere considerata la più debole in combattimento, o comunque il soggetto con il più basso livello di energia psichica, il cui compito in battaglia è più da fungere da diversivo che combattere. Anche per tale ragione il kōbu di Kōran è particolarmente accessiorato con armi e gadget "extra".